# Raņķu pagasts
Raņķu pagasts er en territorial enhed i Skrundas novads i Letland. Pagasten havde 507 indbyggere i 2010 og omfatter et areal på 46,48 kvadratkilometer. Hovedbyen i pagasten er Raņķi.